# Cadí (Conflent)
El Cadí, o Riu Major, sobretot a Vernet, és un riu de la comarca del Conflent, a la Catalunya del Nord, que neix en el terme de Castell de Vernet i discorre posteriorment pels de Vernet i Cornellà de Conflent. S'aboca en la Tet ran de la muralla oriental de Vilafranca de Conflent, poble amb el qual fa de límit just en el tram final.

## Terme de Castell de Vernet
Es forma en els Gorgs de Cadí, a 2.371,2 metres d'altitud, a l'extrem sud-est del terme comunal de Castell de Vernet, sota i al sud-oest del Puig Sec i al nord-oest del Puig del Roc Negre, en el principal contrafort meridional del Canigó. Des d'aquest punt el Cadí davalla pels Plans de Cadí, en un tram conegut com a Còrrec dels Gorgs, passa ran i al sud del Refugi Aragó, sempre fent continus retombs, de primer cap a l'oest i després, rep per la dreta el Canal de la Font Aragó, i després per l'esquerra el Còrrec de Coma Mitjana, la Ribera de Bacivers, el còrrecs de la Font d'en Martí, del Coll Verd, el Comall dels Podeguers, tot seguit per la dreta els còrrecs de la Font de la Pega, amb el de la Jaça de Cadí, i el Canal del Coll de Segalers.
Quan arriba a la regió de Marialles, rep per l'esquerra la Ribera de la Llipodera (que hi aporta els canals de Bocacers, del Pla d'en Costa, de la Font del Ras de Set Homes, de la Jaça de les Anyelles, de la Jaça del Meu, del Ras de Set Homes, de la Creu de Ferro, de la Jaça Vella de la Llipodera, de les Envolades, de Terrelló, de la Font de Marialles, de la Jaça de l'Òs i del Migdia), per la dreta el Canal Verd, el de la Xalada, el Gros, el de les Tallades, el Torrent de Morà, que hi aporta els canals de les Canals i dels Canalots. el dels Grevolats i el dels Canalots, i per l'esquerra els canals de les Voltes i de les Romagueres, fins a l'afluència del Còrrec de Marialles, amb l'aportació dels canals del Saüc i del Rander. En un tram ple de retombs, el Cadí rep per la dreta el Canal de l'Odet, al lloc on hi ha la Cascada dels Canards, per l'esquerra els canals de l'Ós, de l'Audet i dels Bacs, i per la dreta els dels Astors i el d'Engany.
Continua, així, cap al nord-oest, passant per la Riberada i les Gorges de Cadí, rep els canals de les Rondoles, del Pas Cremat, del Solà del Cirer, per la dreta el Canal Fosc, el Torrent de la Mort, que hi aporta els canals d'en Caussís, de la Freixa, i de la Roca Traucada, més tard el Clot de les Conques, i per l'esquerra el Canal de Bona Terra, i encara més al nord per la dreta el Canal d'en Batlle i el Còrrec de la Ridorta (amb els canals del Solà de les Tronques, del Bac de Morà, dels Avets, o Còrrec dels Trèmols, el Canal dels Verns i el de la Creu), fins que arriba al sud del poble de Castell de Vernet, al sud-oest del qual marca una girada de 90° cap al nord, de manera que passa a l'oest del poble. Just en el moment del canvi de direcció rep per l'esquerra el Còrrec del Coll de Jou (que hi aporta els canals de Creu Mitjana, de les Presons i dels Artigots, els còrrecs de la Solana, de l'Artiga del Salver, de Través, els canals de les Esquerdes i de les Eres i el Còrrec de les Vinyes) i una mica més al nord, el Còrrec de la Riudera. Passat el poble, al nord seu, rep per la dreta els còrrecs dels Esmorzadors (amb les aportacions dels canals de les Beçoses, dels Cirers i de la Mel, el darrer ran de la Cascada Dietrich) i el de la Guilla, un rere l'altre, i després per l'esquerra el de les Esplanes. De seguida, al Roc de Santa Maria, deixa el terme de Castell de Vernet i entra en el de Vernet.

## Terme de Vernet
El Cadí entra en el terme de Vernet just al sud de la Lleteria, i de seguida arriba a l'extrem sud del poble, deixant l'establiment termal, el museu, el casino i els barris nous, com el de Sant Sadurní a l'esquerra del curs d'aigua, i el poble de Vernet a la dreta. En aquest tram el Cadí segueix la direcció sud-est - nord-oest i rep per l'esquerra el Còrrec de la Penya, o de la Noguereda, amb el de les Manxes, el del Pla d'Amunt, el de Polig, el d'en Domingo i el del Bolès. Després d'un tram de riu bastant recte, amb un parell d'amples revolts, el Cadí arriba al límit del terme de Vernet a llevant del Càmping L'Aigua Viva.

## Terme de Cornellà de Conflent
L'entrada del riu en el terme de Cornellà de Conflent es produeix a l'extrem sud-oest de la comuna, i segueix paral·lel al límit occidental del terme, a prop seu. Deixa a la dreta el Mas Fondan i a l'esquerra el Mas del Noi i el Mas Camó, passa ran del Molí d'en Margall, que queda a llevant del Cadí, més al nord passa a prop del Castell de Sant Climent i el Mas d'en Queia (a l'esquerra del riu), després entre el Mas Bover (esquerra) i el Mas d'en Mossort i el Mas d'en París (dreta). En aquest tram el poble de Cornellà de Conflent resta a llevant del Cadí, una mica allunyat. Rep per la dreta la Ribera de Sant Vicenç, procedent de Vernet, i el Ribàs, o Ribera de Fillols, que ve d'aquest poble. Per l'esquerra rep els còrrecs del Mas Bover, del Corbatorat i del Prat d'en Palau, i per la dreta, més al nord del Ribàs, els del Rovinell, de les Queroles, del Serrat i dels Clots, fins que s'aboca en la Tet just a l'extrem est de Vilafranca de Conflent.

## Terme de Vilafranca de Conflent

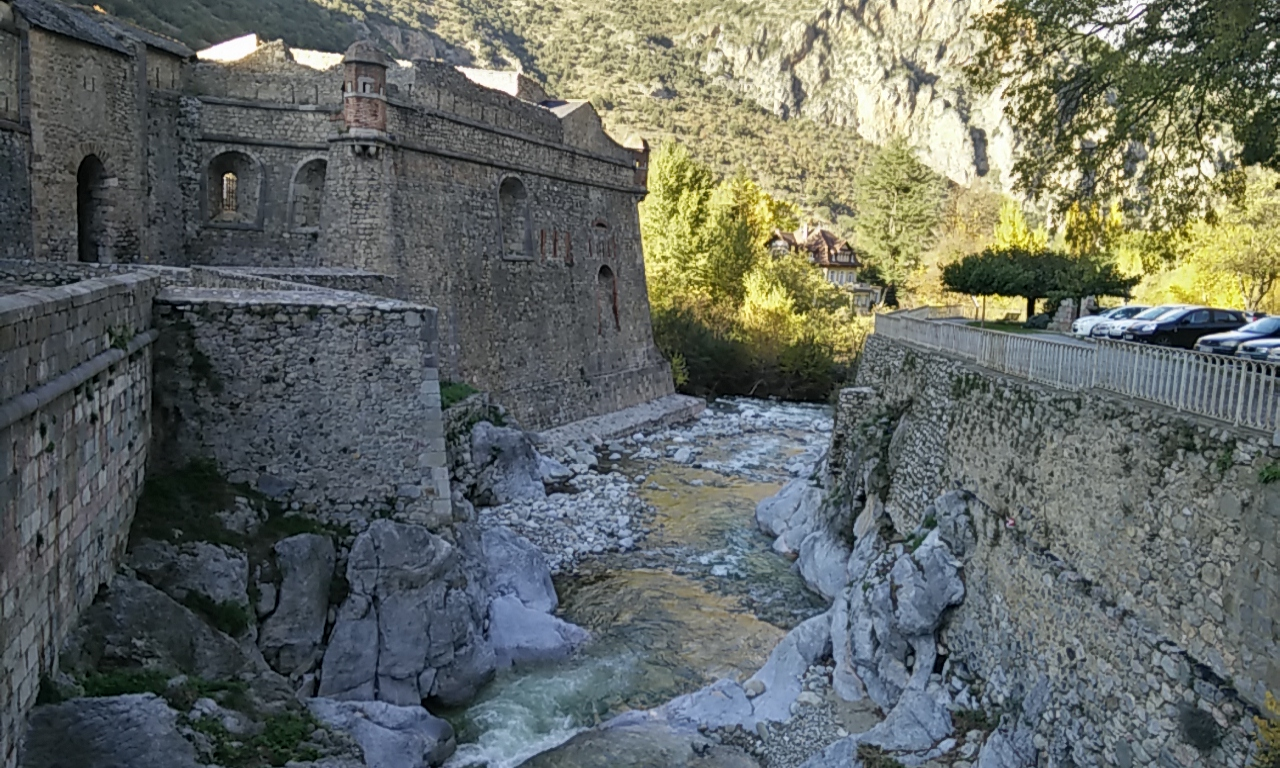
Darrer tram del Cadí, en abocar-se en la Tet, ran de les muralles de Vilafranca de Conflent

El tram del Cadí en el terme vilafranquí és molt breu: a penes 140 metres (entre el pont de Vauban i la desembocadura en la Tet), coincident amb la muralla oriental i el Bastió del Delfí, del recinte murallat de Vilafranca de Conflent, erigit per Sébastien Le Prestre de Vauban.

## Llegenda

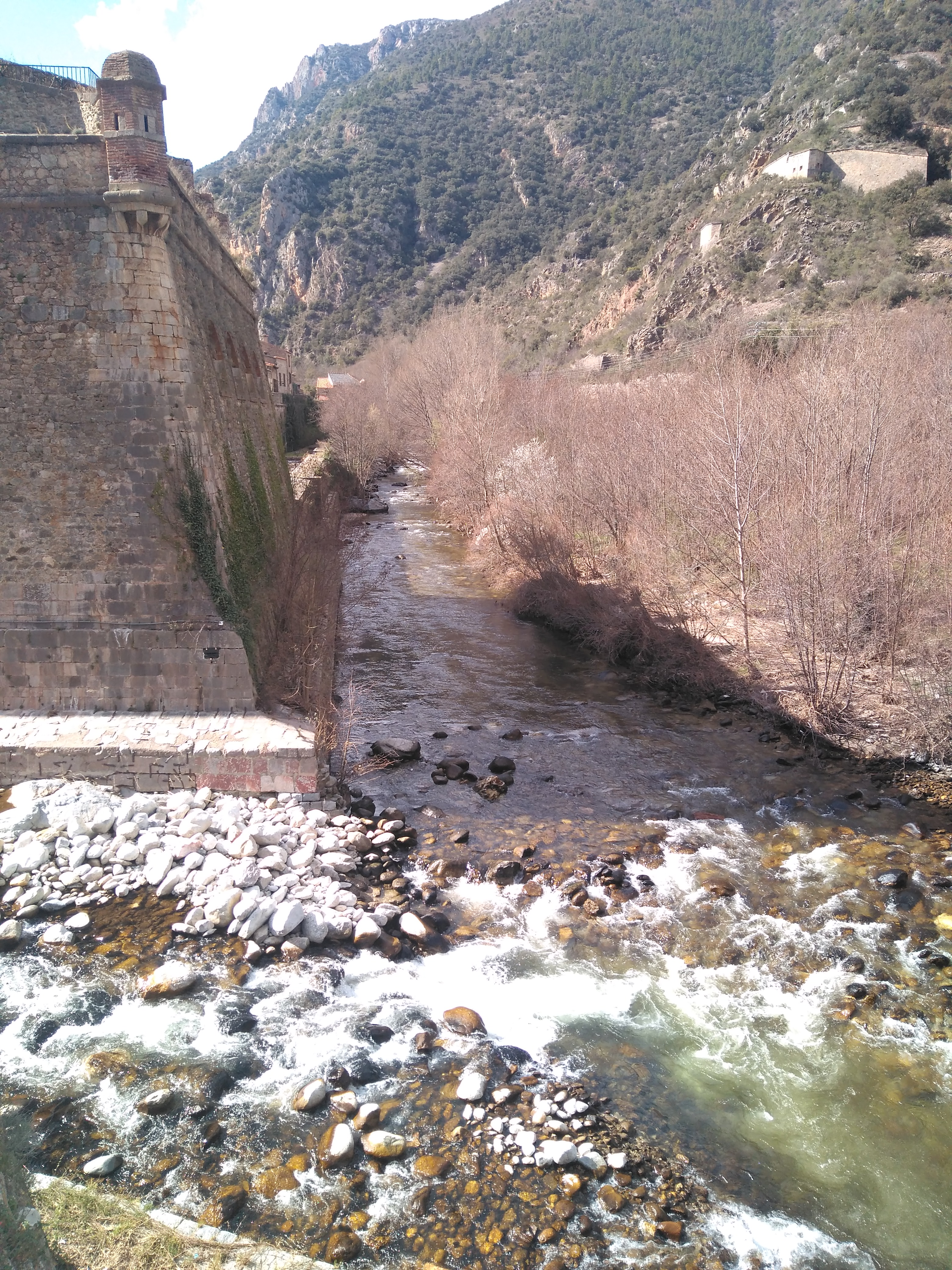
Aiguabarreig del Cadí amb la Tet, a Vilafranca de Conflent

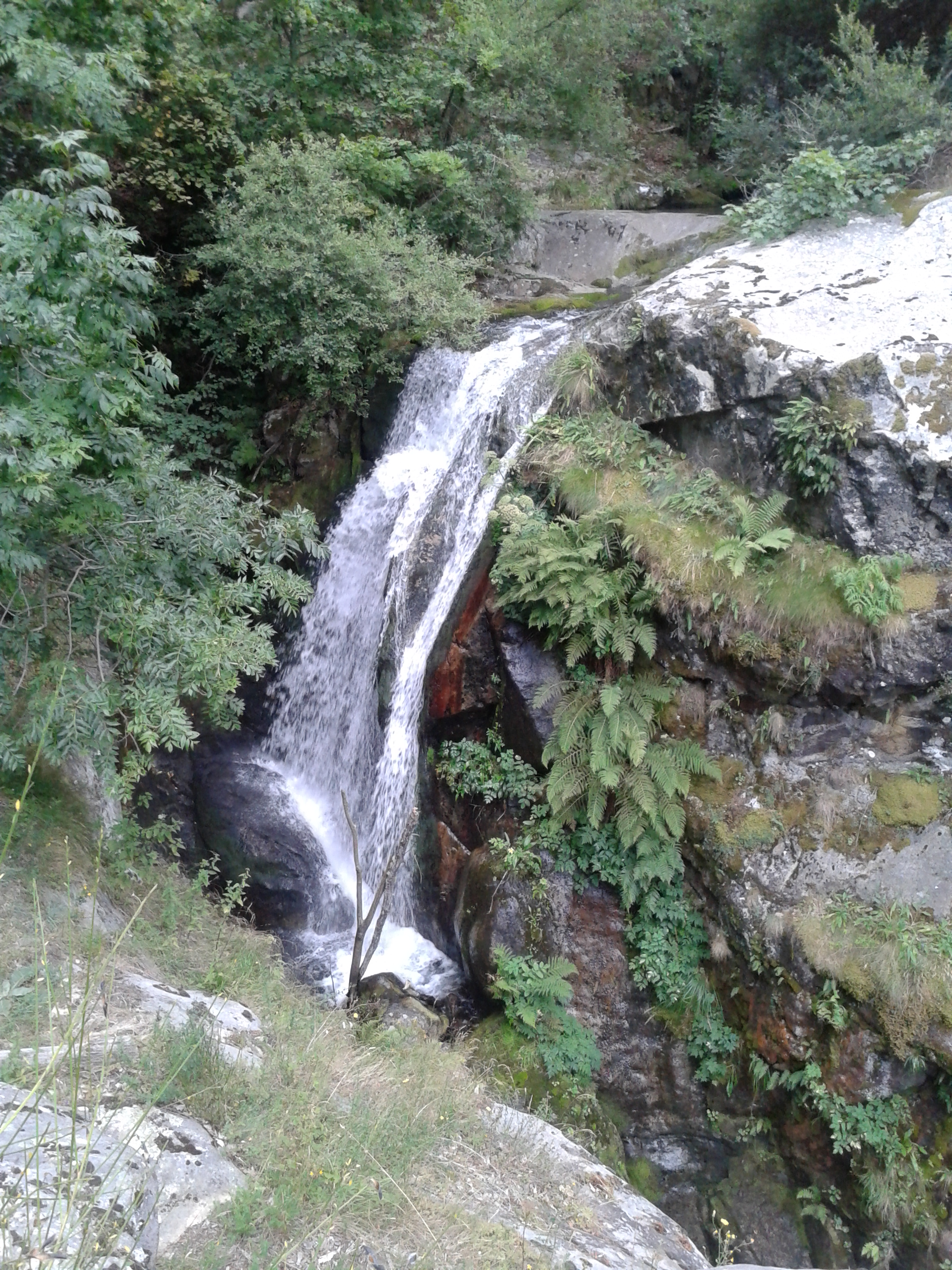
Salt d'aigua al tram inicial del riu Cadí

El Cadí i el proper Torrent de Carançà apareixen en segon pla a la llegenda de la fundació de Sant Guillem de Combret, ermita situada a l'altre costat del Massís del Canigó: vers l'any 600, les muntanyes del Canigó eren poblades d’encantades (fades) que vivien en un palau situat a la vall del Cadí. Ningú no podia entrar en aquella vall, que era protegida per un drac. Quan les fades rentaven la roba, la muntanya es cobria amb núvols negres i espessos, i s'abatien damunt de tota la zona, així com a tot el Rosselló i l'Empordà tempestes de calamarsa. Cap humà no podia viure en aquests contrades desolades. En aquesta època, un sant home anomenat Guillem, cercant de retirar-se del món, va pujar a les muntanyes per tal de trobar un lloc on instal·lar-se. Això provocà la còlera de les fades, que van desencadenar cataclismes: tempestes, incendis, terratrèmols... Sant Guillem prosseguí el seu camí i va arribar fins a les envistes de la vall prohibida, on fou atacat pel drac. El sant de primer va voler fugir, però fou ajudat per un àngel, que li donà una espasa. Sant Guillem s'afrontà al drac i el va vèncer, fent-lo caure en un precipici, cosa que va fer fugir les fades. Aquestes es refugiaren a les valls reculades del Cadí i de Carançà, cosa que va permetre a Guillem de fundar el seu ermitage.